# Adanero
Adanero település Spanyolországban, Ávila tartományban. Adanero Santa María la Real de Nieva, Muñopedro, Sanchidrián, Pajares de Adaja, Gutierre-Muñoz és Martín Muñoz de las Posadas községekkel határos. Lakosainak száma 208 fő (2024).

## Népesség
A település lakosságának változását az alábbi diagram mutatja:
| Lakosok száma | 339  | 322  | 326  | 295  | 292  | 204  | 220  | 196  | 196  | 208  |
|               | 2001 | 2004 | 2006 | 2009 | 2011 | 2014 | 2016 | 2019 | 2021 | 2024 |